# ترکیب تیم‌های جام ملت‌های اروپا ۱۹۶۰
جام ملت‌های اروپا ۱۹۶۰ اولین دوره مسابقات جام ملت‌های اروپا است که از تاریخ ۴ ژوئیه تا ۱۰ ژوئیه ۱۹۶۰ در دو شهر پاریس و مارسی در کشور فرانسه برگزار شده‌است.

## چکسلواکی
سرمربی: Rudolf Vytlačil
| شماره | جایگاه    | بازیکن                           | تاریخ تولد/سن            | بازی‌های ملی | باشگاه                          |
| ----- | --------- | -------------------------------- | ------------------------ | ----------- | ------------------------------- |
|       | دروازه‌بان | Justín Javorek                   | ۱۴ سپتامبر ۱۹۳۶ (۲۳ سال) | 0           | ČH Bratislava                   |
|       | دروازه‌بان | ویلیام شرویف                     | ۲ اوت ۱۹۳۱ (۲۸ سال)      | 9           | باشگاه فوتبال اسلوان براتیسلاوا |
|       | مدافع     | لادیسلاف نوواک(کاپیتان (فوتبال)) | ۵ دسامبر ۱۹۳۱ (۲۸ سال)   | 48          | دوکلا پراگ                      |
|       | مدافع     | یان پوپلوهار                     | ۱۲ اوت ۱۹۳۵ (۲۴ سال)     | 14          | باشگاه فوتبال اسلوان براتیسلاوا |
|       | مدافع     | فرانتیشک شافرانک                 | ۲ ژانویه ۱۹۳۱ (۲۹ سال)   | 15          | دوکلا پراگ                      |
|       | مدافع     | Jiří Tichý                       | ۶ دسامبر ۱۹۳۳ (۲۶ سال)   | 7           | ČH Bratislava                   |
|       | هافبک     | تیتوس بوبرنیک                    | ۱۲ اکتبر ۱۹۳۳ (۲۶ سال)   | 10          | ČH Bratislava                   |
|       | هافبک     | یوزف ماسوپوست                    | ۹ فوریه ۱۹۳۱ (۲۹ سال)    | 30          | دوکلا پراگ                      |
|       | هافبک     | آنتون موراوچیک                   | ۳ ژوئن ۱۹۳۱ (۲۹ سال)     | 24          | باشگاه فوتبال اسلوان براتیسلاوا |
|       | هافبک     | اسواتوپلوک پلوسکال               | ۲۸ اکتبر ۱۹۳۰ (۲۹ سال)   | 28          | دوکلا پراگ                      |
|       | مهاجم     | Vlastimil Bubník                 | ۱۸ مارس ۱۹۳۱ (۲۹ سال)    | 7           | باشگاه فوتبال ستاره سرخ برنو    |
|       | مهاجم     | Milan Dolinský                   | ۱۴ ژوئیه ۱۹۳۵ (۲۴ سال)   | 6           | ČH Bratislava                   |
|       | مهاجم     | آندری کواشنیاک                   | ۱۹ مه ۱۹۳۶ (۲۴ سال)      | 1           | باشگاه فوتبال اسپارتا پراگ      |
|       | مهاجم     | پاوول مولنار                     | ۱۳ فوریه ۱۹۳۶ (۲۴ سال)   | 19          | ČH Bratislava                   |
|       | مهاجم     | Ladislav Pavlovič                | ۸ آوریل ۱۹۲۶ (۳۴ سال)    | 11          | Tatran Prešov                   |
|       | مهاجم     | Josef Vacenovský                 | ۹ ژوئیه ۱۹۳۷ (۲۲ سال)    | 0           | دوکلا پراگ                      |
|       | مهاجم     | Josef Vojta                      | ۱۹ آوریل ۱۹۳۵ (۲۵ سال)   | 2           | باشگاه فوتبال اسپارتا پراگ      |

## فرانسه
سرمربی: آلبر بتو
| شماره | جایگاه    | بازیکن                       | تاریخ تولد/سن            | بازی‌های ملی | باشگاه                  |
| ----- | --------- | ---------------------------- | ------------------------ | ----------- | ----------------------- |
|       | دروازه‌بان | ژرژ لامیا                    | ۱۴ مارس ۱۹۳۳ (۲۷ سال)    | 5           | باشگاه فوتبال نیس       |
|       | دروازه‌بان | ژان تایاندیه                 | ۲۲ ژانویه ۱۹۳۸ (۲۲ سال)  | 0           | Racing Paris            |
|       | مدافع     | آندره چوردا                  | ۲۰ فوریه ۱۹۳۸ (۲۲ سال)   | 1           | باشگاه فوتبال نیس       |
|       | مدافع     | روبر هربین                   | ۳۰ مارس ۱۹۳۹ (۲۱ سال)    | 0           | باشگاه فوتبال سن-اتین   |
|       | مدافع     | روبر ژونکت(کاپیتان (فوتبال)) | ۳ مه ۱۹۲۵ (۳۵ سال)       | 57          | باشگاه فوتبال استاد رنس |
|       | مدافع     | برونو رودزیک                 | ۲۹ مه ۱۹۳۵ (۲۵ سال)      | 1           | باشگاه فوتبال استاد رنس |
|       | مدافع     | روبر سیاتکا                  | ۲۰ ژوئن ۱۹۳۴ (۲۶ سال)    | 0           | باشگاه فوتبال استاد رنس |
|       | مدافع     | ژان وندلیگ                   | ۲۹ آوریل ۱۹۳۴ (۲۶ سال)   | 6           | باشگاه فوتبال استاد رنس |
|       | هافبک     | رنه فریر                     | ۷ دسامبر ۱۹۳۶ (۲۳ سال)   | 7           | باشگاه فوتبال سن-اتین   |
|       | هافبک     | ژان ژاکوس مارسل              | ۱۳ ژوئن ۱۹۳۱ (۲۹ سال)    | 35          | Racing Paris            |
|       | هافبک     | لوسیان مولر                  | ۳ سپتامبر ۱۹۳۴ (۲۵ سال)  | 7           | باشگاه فوتبال استاد رنس |
|       | مهاجم     | یوون دویس                    | ۱۶ مه ۱۹۳۵ (۲۵ سال)      | 9           | باشگاه فوتبال لو آور    |
|       | مهاجم     | فرانسوا اوت                  | ۲۱ فوریه ۱۹۳۸ (۲۲ سال)   | 4           | Racing Paris            |
|       | مهاجم     | پل سوواژ (بازیکن فوتبال)     | ۱۷ مارس ۱۹۳۹ (۲۱ سال)    | 0           | باشگاه فوتبال استاد رنس |
|       | مهاجم     | میشل استیونار                | ۲۱ سپتامبر ۱۹۳۷ (۲۲ سال) | 0           | باشگاه فوتبال لانس      |
|       | مهاجم     | ژان ونسان                    | ۲۹ نوامبر ۱۹۳۰ (۲۹ سال)  | 39          | باشگاه فوتبال استاد رنس |
|       | مهاجم     | ماریان ویسنیسکی              | ۱ فوریه ۱۹۳۷ (۲۳ سال)    | 18          | باشگاه فوتبال لانس      |

## شوروی
سرمربی: گاوریل کاچالین
| شماره | جایگاه    | بازیکن                      | تاریخ تولد/سن            | بازی‌های ملی | باشگاه                            |
| ----- | --------- | --------------------------- | ------------------------ | ----------- | --------------------------------- |
|       | دروازه‌بان | ولادیمیر ماسلاچنکو          | ۵ مارس ۱۹۳۶ (۲۴ سال)     | 1           | باشگاه فوتبال لوکوموتیو مسکو      |
|       | دروازه‌بان | لو یاشین                    | ۲۲ اکتبر ۱۹۲۹ (۳۰ سال)   | 30          | باشگاه فوتبال دینامو مسکو         |
|       | مدافع     | Givi Chokheli               | ۲۷ ژوئن ۱۹۳۷ (۲۳ سال)    | 0           | باشگاه فوتبال دینامو تفلیس        |
|       | مدافع     | Vladimir Kesarev            | ۲۶ فوریه ۱۹۳۰ (۳۰ سال)   | 13          | باشگاه فوتبال دینامو مسکو         |
|       | مدافع     | Anatoly Krutikov            | ۲۱ سپتامبر ۱۹۳۳ (۲۶ سال) | 2           | باشگاه فوتبال اسپارتاک مسکو       |
|       | مدافع     | آناتولی ماسلیونکین          | ۲۹ ژوئن ۱۹۳۰ (۳۰ سال)    | 15          | باشگاه فوتبال اسپارتاک مسکو       |
|       | مدافع     | Viktor Tsaryov              | ۲ ژوئن ۱۹۳۱ (۲۹ سال)     | 11          | باشگاه فوتبال دینامو مسکو         |
|       | هافبک     | ایگور نتو(کاپیتان (فوتبال)) | ۹ ژانویه ۱۹۳۰ (۳۰ سال)   | 35          | باشگاه فوتبال اسپارتاک مسکو       |
|       | هافبک     | Yuriy Voynov                | ۲۹ نوامبر ۱۹۳۱ (۲۸ سال)  | 20          | باشگاه فوتبال دینامو کی‌یف         |
|       | مهاجم     | German Apukhtin             | ۱۲ ژوئن ۱۹۳۶ (۲۴ سال)    | 3           | باشگاه فوتبال زسکا مسکو           |
|       | مهاجم     | Valentin Bubukin            | ۲۳ آوریل ۱۹۳۳ (۲۷ سال)   | 3           | باشگاه فوتبال لوکوموتیو مسکو      |
|       | مهاجم     | والنتین کوزمیچ ایوانوف      | ۱۹ نوامبر ۱۹۳۴ (۲۵ سال)  | 26          | باشگاه فوتبال تورپدو مسکو         |
|       | مهاجم     | Zaur Kaloev                 | ۲۴ مارس ۱۹۳۱ (۲۹ سال)    | 0           | باشگاه فوتبال دینامو تفلیس        |
|       | مهاجم     | Yury Kovalyov               | ۶ فوریه ۱۹۳۴ (۲۶ سال)    | 1           | باشگاه فوتبال دینامو کی‌یف         |
|       | مهاجم     | Mikheil Meskhi              | ۱۲ ژانویه ۱۹۳۷ (۲۳ سال)  | 3           | باشگاه فوتبال دینامو تفلیس        |
|       | مهاجم     | سلاوا مترولی                | ۳۰ مه ۱۹۳۶ (۲۴ سال)      | 4           | باشگاه فوتبال تورپدو مسکو         |
|       | مهاجم     | ویکتور پوندلنیک             | ۲۲ مه ۱۹۳۷ (۲۳ سال)      | 1           | باشگاه فوتبال زسکا روستوف-نا-دونو |

## یوگسلاوی
سرمربیان: لیوبومیر لوریچ و الکساندر تیرنانیک
| شماره | جایگاه    | بازیکن                        | تاریخ تولد/سن           | بازی‌های ملی | باشگاه                          |
| ----- | --------- | ----------------------------- | ----------------------- | ----------- | ------------------------------- |
|       | دروازه‌بان | میلوتین شوشکیچ                | ۳۱ دسامبر ۱۹۳۷ (۲۲ سال) | 9           | باشگاه فوتبال پارتیزان          |
|       | دروازه‌بان | بلاگویه ویدینیچ               | ۱۱ ژوئن ۱۹۳۴ (۲۶ سال)   | 4           | Radnički Beograd                |
|       | مدافع     | Tomislav Crnković             | ۱۷ ژوئن ۱۹۲۹ (۳۱ سال)   | 50          | باشگاه فوتبال دینامو زاگرب      |
|       | مدافع     | ولادیمیر دورکوویچ             | ۶ نوامبر ۱۹۳۷ (۲۲ سال)  | 10          | باشگاه فوتبال ستاره سرخ بلگراد  |
|       | مدافع     | فخرالدین یوسفی                | ۸ دسامبر ۱۹۳۹ (۲۰ سال)  | 6           | باشگاه فوتبال پارتیزان          |
|       | مدافع     | ژارکو نیکولیچ                 | ۱۶ اکتبر ۱۹۳۸ (۲۱ سال)  | 1           | باشگاه فوتبال وویوودینا         |
|       | هافبک     | Jovan Miladinović             | ۳۰ ژانویه ۱۹۳۹ (۲۱ سال) | 6           | باشگاه فوتبال پارتیزان          |
|       | هافبک     | ژلیکو پروشیچ                  | ۲۳ مارس ۱۹۳۶ (۲۴ سال)   | 4           | باشگاه فوتبال دینامو زاگرب      |
|       | هافبک     | آنته ژاننیچ                   | ۱۸ نوامبر ۱۹۳۶ (۲۳ سال) | 4           | باشگاه فوتبال هایدوک اسپلیت     |
|       | هافبک     | برانکو زبتس                   | ۱۷ مه ۱۹۲۹ (۳۱ سال)     | 59          | باشگاه فوتبال ستاره سرخ بلگراد  |
|       | مهاجم     | میلان گالیچ                   | ۸ مارس ۱۹۳۸ (۲۲ سال)    | 4           | باشگاه فوتبال پارتیزان          |
|       | مهاجم     | دراژان یرکوویچ                | ۶ اوت ۱۹۳۶ (۲۳ سال)     | 1           | باشگاه فوتبال دینامو زاگرب      |
|       | مهاجم     | تومیسلاو کنز                  | ۹ ژوئن ۱۹۳۸ (۲۲ سال)    | 4           | باشگاه فوتبال بوراتس بانیا لوکا |
|       | مهاجم     | بورا کوستیچ(کاپیتان (فوتبال)) | ۱۴ ژوئن ۱۹۳۰ (۳۰ سال)   | 16          | باشگاه فوتبال ستاره سرخ بلگراد  |
|       | مهاجم     | ژلکو ماتوش                    | ۹ اوت ۱۹۳۵ (۲۴ سال)     | 0           | باشگاه فوتبال دینامو زاگرب      |
|       | مهاجم     | Muhamed Mujić                 | ۲۵ آوریل ۱۹۳۲ (۲۸ سال)  | 19          | Velež Mostar                    |
|       | مهاجم     | Dragoslav Šekularac           | ۸ نوامبر ۱۹۳۷ (۲۲ سال)  | 15          | باشگاه فوتبال ستاره سرخ بلگراد  |